# Burg Berneck (Altensteig)
Die Burg Berneck, auch Oberes Schloss genannt, ist eine teilweise erhaltene Höhenburg auf dem Felssporn zwischen Köllbach und Bruderbachtal bei Berneck (Schlosssteige 20), einem heutigen Stadtteil von Altensteig im Landkreis Calw in Baden-Württemberg.

## Geschichte
Die Burg wurde um 1050 bis 1100 von den edelfreien Herren von Berneck (Bernech) erbaut und Anfang des 12. Jahrhunderts erwähnt. Ab 1294 sind sie als ministeriales Adelsgeschlecht bezeugt, im Gefolge der Grafen von Hohenberg. Das im 16. Jahrhundert ausgestorbene Geschlecht wurde aber schon im 14. Jahrhundert von den Herren von Gültlingen beerbt. Das Schloss blieb bis Anfang des 20. Jahrhunderts ein Kondominium des Geschlechts.	
Nach Bränden 1559 und 1660 wurde 1674 das Obere Schloss errichtet. Von 1846 bis 1847 wurden nach einem weiteren Brand die heutigen neogotischen Wohnbauten errichtet.
Bei der Burganlage handelt sich um eine Schildmauerburg mit Bergfried aus Buckelquadermauerwerk mit Wehrgang und Ecktürmchen. Die 26,6 Meter lange, etwa 38 Meter hohe und am Fuß 3,3 Meter starke Schildmauer ist erhalten und weithin sichtbar. Der aus dem Felsen gehauene Halsgraben, der die Stadt und die Burg nach außen sicherte, ist verfüllt.